# Биларов, Абдурахман Магомедрасулович
Абдурахман Магомедрасулович Биларов (25 мая 1990, с. Тинди, Цумадинский район, Дагестанская АССР, РСФСР, СССР) — российский спортсмен, специализируется по грэпплингу и джиу-джитсу. 

## Спортивная карьера
Уроженец села Тинди. В октябре 2013 года в Санкт-Петербурге одержал победу на Всемирных играх боевых искусств в дисциплине грэпплинг-ГИ.. 5 августа 2015 года ему было присвоено звание мастер спорта России международного класса по спортивной борьбе. В апреле 2018 года в Каспийске стал чемпионом Европы по грэпплингу. 30 сентября 2020 года ему было присвоено звание мастер спорта России по джиу-джитсу. В декабре 2020 года в финале чемпионата России по грэпплингу «без кимоно» в городе Шали одолел Беслана Машукова, а в разделе «в кимоно» в финале одолел Ису Умарова. В конце апреля 2021 года в Варшаве стал чемпионом Европы по грэпплингу. В конце октября 2021 года победил на чемпионате мира по грэпплингу в Белграде. В ноябре 2021 года в Абу-Даби стал чемпионом мира по джиу-джитсу. 26 июля 2022 года ему было присвоено звание мастер спорта России международного класса по джиу-джитсу. В середине ноября 2022 года в Каспийске в финале чемпионата России по грэпплингу одолел Магомеда Чадилова. В июле 2023 года в Санкт-Петербурге в финале чемпионата России по грэпплингу одолел Никиту Лобойко.